# 杨树岭乡
杨树岭乡，是中华人民共和国辽宁省朝阳市建平县下辖的一个乡镇级行政单位。

## 行政区划
杨树岭乡下辖以下地区：
杨树岭村、套卜河洛村、菊花山村、德吉勿素村和卧龙岗村。